# 沼田まほかる
沼田 まほかる（ぬまた まほかる、1948年 - ）は、日本の小説家。女性。大阪府出身、奈良県在住。

## 経歴
大阪府の寺に生まれる。1985年4月より大阪文学学校昼間部に学び、在籍中には小説作品（40枚）で大阪文学学校賞も受賞した。
若くして結婚し主婦をするが、堺の母方祖父の跡継ぎを頼まれ、夫がその住職となる。その後離婚、得度して自身が僧侶となる。40代半ばで知人と建設コンサルタント会社を創設するが10年ほどで倒産する。50代で初めて書いた長編『九月が永遠に続けば』で第5回ホラーサスペンス大賞を受賞し、56歳で遅咲きのデビューを果たす。デビュー以降も作品を発表し続けるも書評家には評価されながらヒットにはつながらなかった。
しかし2012年、『ユリゴコロ』で第14回大藪春彦賞を受賞し、本屋大賞にもノミネートされると既存の文庫が一気に売れ出し、『九月が永遠に続けば』の文庫版は半年で60万部が増刷された。その他、『彼女がその名を知らない鳥たち』、『猫鳴り』、『アミダサマ』の文庫計4冊で発行部数は120万部を超える。
湊かなえや真梨幸子らとともにイヤミス（読んだ後にイヤな後味が残るミステリー）の女王とも呼ばれる。

## 著作
- 九月が永遠に続けば（2005年1月 新潮社 / 2008年2月 新潮文庫）
- 彼女がその名を知らない鳥たち（2006年10月 幻冬舎 / 2009年10月 幻冬舎文庫）
- 猫鳴り（2007年8月 双葉社 / 2010年9月 双葉文庫）
- アミダサマ（2009年7月 新潮社 / 2011年11月 新潮文庫 / 2017年11月 光文社文庫）
- 痺れる（2010年4月 光文社 / 2012年8月 光文社文庫）
  - 収録作品：林檎曼陀羅 / レイピスト / ヤモリ / 沼毛虫 / テンガロンハット / TAKO / 普通じゃない / クモキリソウ / エトワール
- ユリゴコロ（2011年4月 双葉社 / 2014年1月 双葉文庫）

## 映像化作品
映画
- ユリゴコロ（2017年9月23日公開、配給：東映、監督：熊澤尚人、主演：吉高由里子）
- 彼女がその名を知らない鳥たち（2017年10月28日公開、配給：クロックワークス、監督：白石和彌、主演：蒼井優・阿部サダヲ）